# Cozzo del Principe
Cozzo del Principe este o arie protejată (arie specială de conservare — SAC, sit de importanță comunitară — SCI) din Italia întinsă pe o suprafață de 249 ha, integral pe uscat.

## Localizare
Centrul sitului Cozzo del Principe este situat la coordonatele 39°23′26″N 16°35′16″E / 39.390556°N 16.587778°E.

## Înființare
Situl Cozzo del Principe a fost declarat sit de importanță comunitară în septembrie 1995 pentru a proteja 1 specie de plante și 11 specii de animale. Situl a fost protejat și ca arie specială de conservare în aprilie 2016.

## Biodiversitate
Situată în ecoregiunea mediteraneană, aria protejată conține 6 habitate naturale: Liziere de ierburi înalte hidrofile de câmpie și de nivel montan până la alpin, Păduri aluvionare cu Alnus glutinosa și Fraxinus excelsior (Alno-Padion, Alnion incanae, Salicion albae), Pajiști uscate seminaturale și facies de acoperire cu tufișuri pe substraturi calcaroase (Festuco-Brometalia) (* situri importante pentru orhidee), Cursuri de apă de la nivel de câmpie la nivel montan, cu vegetație Ranunculion fluitantis și Callitricho-Batrachion, Păduri de fag din Apenini cu Abies alba și păduri de fag cu Abies nebrodensis, Păduri de pin (sub-) mediteraneene cu pini negri endemici.
La baza desemnării sitului se află mai multe specii protejate:
- plante (1): Buxbaumia viridis
- păsări (5): ciocănitoare neagră (Dryocopus martius), sfrâncioc roșiatic (Lanius collurio), forfecuță gălbuie (Loxia curvirostra), aușel cu cap galben (Regulus regulus), scatiu (Spinus spinus)
- amfibieni (1): Triturus carnifex
- mamifere (3): liliac cârn (Barbastella barbastellus), lupul (Canis lupus), liliac cărămiziu (Myotis emarginatus)
- nevertebrate (2): Cordulegaster trinacriae, Cucujus cinnaberinus

Pe lângă speciile protejate, pe teritoriul sitului au mai fost identificate 15 specii de plante, 4 specii de amfibieni, 9 specii de mamifere, 16 specii de nevertebrate, 2 specii de reptile.